# Steve Fatupua-Lecaill
Steve Fatupua-Lecaill (Papeete, 21 gennaio 1976 – Mahina, 27 settembre 2003) è stato un calciatore francese nato a Tahiti, di ruolo difensore.